# Stacie Orrico
Stacie Orrico (ur. 3 marca 1986 w Seattle) – amerykańska piosenkarka.
W 2000 roku wydała debiutancką płytę zatytułowaną „Genuine”. W 2003 roku wydała kolejny album, który zatytułowany jest po prostu „Stacie Orrico”, z którego pochodzi przebój „Stuck”. Kolejna płyta zatytułowana „Beautiful Awakening” ukazała się w sierpniu 2006 roku.

## Filmografia
| Rok  | Tytuł           | Rola              | Inne                                    |
| 2003 | American Dreams | Peggy Santigala   | „Life’s Illusions” (odcinek 5, seria 2) |
| 2003 | American Dreams | Piosenkarka Angel | „City on Fire” (odcinek 25, seria 1)    |

## Dyskografia

### Albumy
- 2000: Genuine
- 2003: Stacie Orrico
- 2006: Beautiful Awakening

### Inne albumy
- 2004: Live in Japan
- 2007: More to Life: The Best of Stacie Orrico